# 阿森松德瓜拉約斯
阿森松德瓜拉約斯是玻利維亞的城鎮，位於該國中東部，由聖克魯斯省負責管轄，距離首府聖克魯斯291公里，海拔高度252米，2010年人口18,816。